# Het engelenhuis
Het engelenhuis is een boek geschreven door de Vlaamse jeugdauteur Dirk Bracke. Het is voor het eerst uitgegeven in 2003. Het onderwerp van het boek is kinderprostitutie, verslaving en instellingen. In 2010 werd het boek verfilmd tot Bo.

## Inhoud
Bo is een meisje van veertien jaar. Ze koopt kleren in de Wibra omdat haar ouders het niet breed hebben. Ze schaamt zich hiervoor. Ze kijkt op naar haar rijke vriendin Jennefer die dure kleren en spullen koopt. Tot ze Jennefer in een duur restaurant ziet zitten met een volwassen man. Verbijsterd kijkt ze hoe ze de man op de mond kust. Die man kan haar vader toch niet zijn? Een paar dagen later spreekt ze Jennefer hierover aan, die vertelt haar geheim.
Ze flirt en gaat uit met mannen en daar krijgt ze geld voor in de plaats. Bo wil dit ook. Jennefer regelt een afspraak met Tony, de man die voor de klanten zorgt. Meteen krijgt Bo nieuwe, dure kleren. Haar eerste afspraakje bevalt haar meteen, Pierre is vriendelijk en niet onknap. Bo gaat steeds vaker op stap met verschillende mannen en geniet van de aandacht en het geld. Wanneer Pierre meer wil, geeft hij haar 500 euro om met haar naar bed te gaan. Bo gaat akkoord en de drempel om met klanten naar bed te gaan verdwijnt volledig. Alles verloopt goed tot de politie binnenvalt in de hotelkamer van Pierre terwijl Bo bij hem is.
Bo wordt opgepakt en naar een jeugdinstelling gebracht in Beernem. Ze krijgt een kamer toegewezen met weinig comfort. De eerste dagen moet ze eenzaam in haar kamer blijven. Na deze dagen zonder sociaal contact mag ze naar de leefruimte gaan. Daar ontmoet ze Steffie, een junk, en Yasmine, een lesbienne. Een paar maanden later komt Bo vrij en de drie meisjes spreken af om samen uit te gaan van zodra ze allemaal vrij zijn. Bo gaat verder met haar leven en gaat terug naar Tony. Hij regelt nieuwe afspraakjes waardoor Bo opnieuw geld verdient. De dag dat Steffie en Yasmine vrijkomen houden ze zich aan hun afspraak ze gaan samen eens uit.
Na het afspraakje gaat Yasmine weer naar huis, maar Steffie is niet meer welkom bij haar ouders. Ze vraagt dus of ze bij Bo mag slapen, die stemt toe. Bo slaapt in haar bed en Steffie in de woonkamer. Bo valt al snel in slaap. Om middernacht komt opeens de politie binnenvallen. Ze doorzoeken de spullen van de meisjes en vinden drugs in de vuilbak en onder op de grond aan het appartement. Ze moeten opnieuw naar Beernem.
Als ze opnieuw vrijkomen heeft Tony een veelbelovende afspraak voor zowel Steffie als Bo. Ze zouden maar liefst 1000 euro elk verdienen. Bo denkt dat er iets niet klopt, maar omdat ze Tony graag ziet gaat ze toch. Als ze eenmaal op het feestje zit merkt ze dat ze gelijk had. De meisjes die opdienen zijn schaars gekleed. Bo ontdekt al snel dat het feestje een seksfeestje is. Steffi laat zich verleiden om coke te proberen en duikt daarna gewillig tussen de lakens met een oudere man. Bo wordt aangerand door een van de aanwezigen maar slaagt er uiteindelijk in om te ontsnappen. Ze wil naar buiten vluchten, maar de voordeur zit vast. Ze zoekt een andere uitgang en beslist uiteindelijk om door het raam te kruipen. Als ze buiten is, wil ze naar Tony maar ze bedenkt zich. Tony heeft haar tenslotte naar dit feestje gebracht. Ze beslist om onder te duiken en ze wil niets meer met Tony en zijn feestjes te maken hebben.
Bo belandt voor een derde keer in Beernem. Als ze uiteindelijk na drie maanden weer vrij mag, gaat ze naar haar ouders en wordt ze goed opgevangen. Ze gaat naar een nieuwe school waar niemand haar verleden kent. Het is tijd voor een nieuwe start. Bo denkt nog terug aan Pierre, één telefoontje naar hem en ze zou opnieuw in luxe leven.